# Врмџанско језеро
Врмџанско језеро представља атрактивно излетиште и риболовачки пункт. Смештено је у непосредној близини истоименог села и у јужном подножју планине Ртањ. Од села Врмџа удаљено је 3 km, а од Сокобање 15 km. Подручје где је смештено језеро веома је богато природним лепотама, пашњацима, шумама и извајаним стенама. За ово подручје је карактеристичан веома чист ваздух, извор хладне пијаће воде, као и богатство шумског воћа, печурака и разноликог лековитог биља.

## Настанак
Врмџанско језеро је крашког порекла, овалног облика. Врмџанско језеро је настало на месту левкастог удубљења. Године 1892. вртача пречника 80 метара је испуњена водом, после јаког пљуска услед зачепљења понора. Услед отчепљивања нових понора, пре педесетак година, језеро дубине 10 метара је привремено нестало. Данас се вода у језеру обнавља са малог извора, подземних извора, кише и снегова.

## Име језера
Име језера је веома необично, али не и за оне који су из тог краја. И дан данас се у овом крају може чути да се „киша врне из облака” или када у врелини лета „треба наврнути воду у башту”. Из речи наврнути потекло је име Врмџа. То значи да место са тим именом карактерише много извора, потока, поточића, речица, па и река, јер врм означава воду.

## Клима
Средња годишња температура ваздуха је између 9°C и 12°С. Период вегетације у овој области се креће од 220 до 260 дана, у том периоду се излучи 55-60% падавина од укупне количине.

## Флора и фауна
Околину језера карактерише богатство биља, шумског воћа, печурака. На планини Ртањ расте око 60 ендемских врста лековитог биља.
У језеру су заступљене рибе, као што су шаран, бабушка, караш, бодорка, а некад је пуштена и калифорнијска пастрмка.

## Туризам
Ово подручје је специфично по рушевинама древног Врмџанског града. Рушевине древног Врмџанског града се налазе на висоравни изнад села Врмџа. Изграђен је између 4. и 6. века, ради одбране византијске територије од упада Авара и Словена.
У близини Врмџанског језера, тачније у селу Врмџа налази се црква Свете Тројице. Изграђен је почетком 19.века. У цркви се налазе вредне иконе рађене на платну.
У овом подручју се сваке године одржава манифестација Свети Јован Биљобер. Ову манифестацију посебно посећује велики број стручњака.
Врмџанско језеро представља дивно место за одмор, риболов и брање ртањског чаја. Село Врмџа нуди и смештај својим посетиоцима. Последњих година, село има добрих приватних понуда и добро је посећено. За село је карактеристична домаћа храна, етно специјалитети.

## Галерија
- 2018. године

- 2021. године